# Tekella nemoralis
Tekella nemoralis är en spindelart som först beskrevs av Arthur Urquhart 1889.  Tekella nemoralis ingår i släktet Tekella och familjen Cyatholipidae. Inga underarter finns listade i Catalogue of Life.